# The Take – Die Übernahme
The Take – Die Übernahme (Originaltitel: The Take) ist ein 2004 erschienener Dokumentarfilm von Naomi Klein und ihrem Lebensgefährten Avi Lewis.

## Handlung
Der Film handelt von Arbeitern in einigen Staaten von Argentinien, welche die Kontrolle über ihre geschlossenen Fabriken übernahmen und durch ein genossenschaftliches Management aus Arbeitern ersetzten.

## Kritiken
Desson Thomson schrieb am 3. Dezember 2004 in der Washington Post, dass sehr reale Menschen in einer Krise zu sehen seien. („We see very real people in crisis.“)

## Auszeichnungen
- 2004 gewann Avi Lewis beim AFI Fest (Los Angeles International Film Festival) einen Documentary Award.
- 2005: Nominierungen in 4 Kategorien bei den Gemini Awards, (für die beste Regie, den besten Schnitt, den besten Ton und den Donald Brittain Award).
- 2004: Nominierung durch die International Documentary Association für einen IDA Award.